# Azzedine Lagab
Azzedine Lagab (né le 18 septembre 1986 à Alger) est un coureur cycliste algérien. Il compte notamment de multiples titres de champion d'Algérie à son palmarès.

## Biographie
Vice-champion d'Algérie du contre-la-montre en 2007, Azzedine Lagab se révèle en Tunisie en avril 2008, en remportant en solitaire le Grand Prix de la Banque de l'habitat, puis le Grand Prix de la ville de Tunis le lendemain. En juin, il remporte également le titre de Champion d'Algérie du contre-la-montre, et manque de remporter le titre en ligne, battu seulement par Redouane Chabaane. En 2009, il rejoint l'équipe qatarie Doha. 
Cette année-là, il remporte la première édition du Tour d'Alger, et obtient plusieurs places d'honneur sur des courses par étapes de l'Asia Tour, terminant notamment huitième et meilleur grimpeur du Tour de Singkarak et septième du Tour d'Iran. Il est également sélectionné pour les Jeux méditerranéens, où il termine dans les vingt premiers des deux épreuves sur route, et le Championnat arabe, où il termine deuxième du contre-la-montre. Lors des championnats d'Algérie 2011, il est comme en 2008, sacré champion en contre-la-montre et obtient la seconde place sur la course en ligne. Durant la même année, il s'adjuge la victoire finale sur le Tour d'Algérie après avoir gagné la seconde étape. Le lendemain de son triomphe sur le Tour, il remporte également le Circuit d'Alger. Plus tard cette année-là lors des Jeux africains, il remportera la médaille de bronze en contre-la-montre, et se classera 5e sur la course en ligne derrière 5 sud africains. Son équipe nationale décroche au même évènement la médaille de bronze en équipe, quoiqu'il n'ait pas participé à cette course. Il devait participer aux championnats du monde, mais faute de visa, il n'y a pas pris part.

## Palmarès
- 2007
  - 2e du championnat d'Algérie du contre-la-montre
- 2008
  -  Champion d'Algérie du contre-la-montre
  - Grand Prix de la Banque de l'habitat
  - Grand Prix de la ville de Tunis
  - 2e du championnat d'Algérie sur route
- 2009
  -  Champion d'Algérie sur route
  - Tour d'Alger :
    - Classement général
    - 3e étape

  -  Médaillé d'argent du championnat arabe du contre-la-montre
  - 2e du championnat d'Algérie du contre-la-montre
- 2010
  -  Champion d'Algérie sur route
  - 2e du Challenge du Prince - Trophée de l'anniversaire
  - 3e du Challenge du Prince - Trophée princier
  -  Médaillé d'argent du championnat arabe du contre-la-montre
  -  Médaillé de bronze du championnat d'Afrique du contre-la-montre
  - 6e du championnat d'Afrique sur route
- 2011
  -  Champion d'Algérie du contre-la-montre
  - Challenge du Prince - Trophée princier
  - Tour d'Algérie :
    - Classement général
    - 2e étape

  - Circuit d'Alger
  - 2e et 5e étapes du Tour du Faso
  - 2e des challenges Phosphatiers I - Challenge Khouribga
  - 2e du championnat d'Algérie sur route
  -  Médaillé d'argent de la course en ligne des Jeux panarabes
  -  Médaillé de bronze du contre-la-montre aux Jeux africains
  - 3e de l'UCI Africa Tour
  -  Médaillé de bronze du contre-la-montre aux Jeux panarabes
  - 4e du championnat d'Afrique du contre-la-montre
- 2012
  -  Médaillé d'or sur route au championnat arabe des clubs
  -  Champion d'Algérie sur route
  -  Champion d'Algérie du contre-la-montre
  - 5e étape du Tour d'Algérie
  - 1re étape du Kwita Izina Cycling Tour
  - 2e du Kwita Izina Cycling Tour
  - 3e du Tour d'Érythrée
- 2013
  -  Champion arabe du contre-la-montre
  -  Champion arabe du contre-la-montre par équipes (avec Fayçal Hamza, Abdelmalek Madani et Youcef Reguigui)
  - 5e et 7e étapes du Tour du Rwanda
  -  Médaillé d'argent du championnat d'Afrique du contre-la-montre par équipes
  - 2e du Circuit d'Alger
  - 3e du championnat d'Algérie du contre-la-montre
  - 7e du championnat d'Afrique sur route
- 2014
  -  Champion arabe du contre-la-montre
  -  Champion arabe du contre-la-montre par équipes (avec Khaled Abdenbi, Adil Barbari et Abdelkader Belmokhtar)
  -  Médaillé d'or sur route au championnat arabe des clubs
  -  Champion d'Algérie du contre-la-montre
  - 1re étape du Tour international de Blida
  - 1re étape du Tour international de Constantine
  - Circuit international d'Alger
  - Tour d'Al Zubarah :
    - Classement général
    - 1re étape

  - 2e du Tour international de Blida
  - 2e du championnat d'Algérie sur route
  -  Médaillé de bronze du championnat arabe sur route
  -  Médaillé de bronze du contre-la-montre au championnat arabe des clubs
  - 3e de l'UCI Africa Tour
- 2015
  - Classement général du Tour international d'Oranie
  - 1re étape du Tour international d'Annaba
  - Circuit international de Constantine[n 1]
  - 3e du Tour international d'Annaba[n 2]
- 2016
  -  Champion d'Algérie du contre-la-montre
  - 6e étape du Tour du Sénégal
  - 10e étape du Tour du Faso
  -  Médaillé d'argent du championnat d'Afrique du contre-la-montre par équipes
- 2017
  -  Champion arabe du contre-la-montre[9]
  -  Champion arabe du contre-la-montre par équipes (avec Abderrahmane Mansouri, Islam Mansouri et Abdellah Ben Youcef)[10]
  - 3e étape du Tour d'Algérie
  -  Médaillé d'or du contre-la-montre par équipes aux championnats arabes des clubs (avec Abdellah Ben Youcef, Yacine Hamza et Abderrahmane Hamza)[11]
  -  Médaillé d'argent du championnat d'Afrique du contre-la-montre par équipes
  - 2e du championnat d'Algérie sur route
  - 2e du Tour d'Algérie
  -  Médaillé d'argent du contre-la-montre aux championnats arabes des clubs[12]
- 2018
  -  Champion d'Algérie du contre-la-montre
  - Classement général du Tour d'Algérie
  - 1re et 7e étapes du Tour du Rwanda
  -  Médaillé de bronze du championnat d'Afrique sur route
  -  Médaillé de bronze du championnat d'Afrique du contre-la-montre par équipes
  - 3e du Tour international d’Oran
  - 3e de l'UCI Africa Tour
- 2019
  - Grand Prix Chantal Biya : 
    - Classement général
    - 1re étape

  -  Médaillé d'argent du championnat d'Afrique sur route
  - 2e du championnat d'Algérie du contre-la-montre
  -  Médaillé d'argent du championnat arabe du contre-la-montre
- 2020
  - Tour des Zibans :
    - Classement général
    - 3e étape
- 2021
  -  Champion d'Algérie sur route
  -  Champion d'Algérie du contre-la-montre
  - 2e étape du Tour de Tipaza
  - Grand Prix de la ville d'Oran :
    - Classement général
    - 1re étape (contre-la-montre)

  - Grand Prix Velo Erciyes
  - 2e du Tour de Tipaza
  -  Médaillé de bronze du championnat d'Afrique du contre-la-montre par équipes
  -  Médaillé de bronze du championnat arabe sur route
- 2022
  -  Champion d'Algérie du contre-la-montre
  - 3e étape du Tour de Sidi Bel Abbes
  -  Médaillé de bronze du championnat d'Afrique du contre-la-montre par équipes
- 2023
  -  Champion d'Afrique du contre-la-montre par équipes
  - 4e étape de la Tropicale Amissa Bongo
  - Tour des Zibans :
    - Classement général
    - 1re étape (contre-la-montre)

  - Grand Prix de la ville d'Oran
  - 2e du Grand Prix d'Ongola
  -  Médaillé d'argent au championnat arabe du contre-la-montre
  -  Médaillé de bronze au championnat arabe du contre-la-montre par équipes
- 2024
  -  Champion d'Algérie sur route
  -  Champion d'Algérie du contre-la-montre
  - 1re étape du Tour du Bénin
  - 2e du Tour du Bénin
  - 3e du Tour de Salalah
- 2025
  -  Champion d'Algérie du contre-la-montre
  - Grand Prix Sonatrach
  - Tour de Sidi Bel Abbès :
    - Classement général
    - 3e étape

## Classements mondiaux
| Année                                 | 2008 | 2009 | 2010 | 2011 | 2012 | 2013 | 2014 | 2015 | 2016 | 2017 | 2018 | 2019 | 2020  | 2021 | 2022 | 2023 | 2024 |
| ------------------------------------- | ---- | ---- | ---- | ---- | ---- | ---- | ---- | ---- | ---- | ---- | ---- | ---- | ----- | ---- | ---- | ---- | ---- |
| Classement mondial                    |      |      |      |      |      |      |      |      | 604e | 676e | 236e | 229e | 1019e | 285e | 434e | 982e | 237e |
| UCI Asia Tour                         | nc   | 177e | nc   | nc   | nc   | nc   | 60e  | nc   | nc   | nc   | nc   |      |       |      |      |      |      |
| UCI Africa Tour                       | 8e   | nc   | 17e  | 3e   | 4e   | 15e  | 3e   | 10e  | 23e  | 23e  | 3e   | 6e   | 37e   | 5e   | 14e  | 50e  | 6e   |
|                                       |      |      |      |      |      |      |      |      |      |      |      |      |       |      |      |      |      |
| Légende : nc = non classéSource : UCI |      |      |      |      |      |      |      |      |      |      |      |      |       |      |      |      |      |